# Abomey-Calavi
Ne doit pas être confondu avec Abomey.
Abomey-Calavi est une commune du sud du Bénin. Elle est située à 18 kilomètres au Nord de Cotonou, la capitale économique du Bénin. Avec plus de 600 000 habitants en 2013, elle est la deuxième commune la plus peuplée du Bénin, juste après Cotonou.

## Géographie

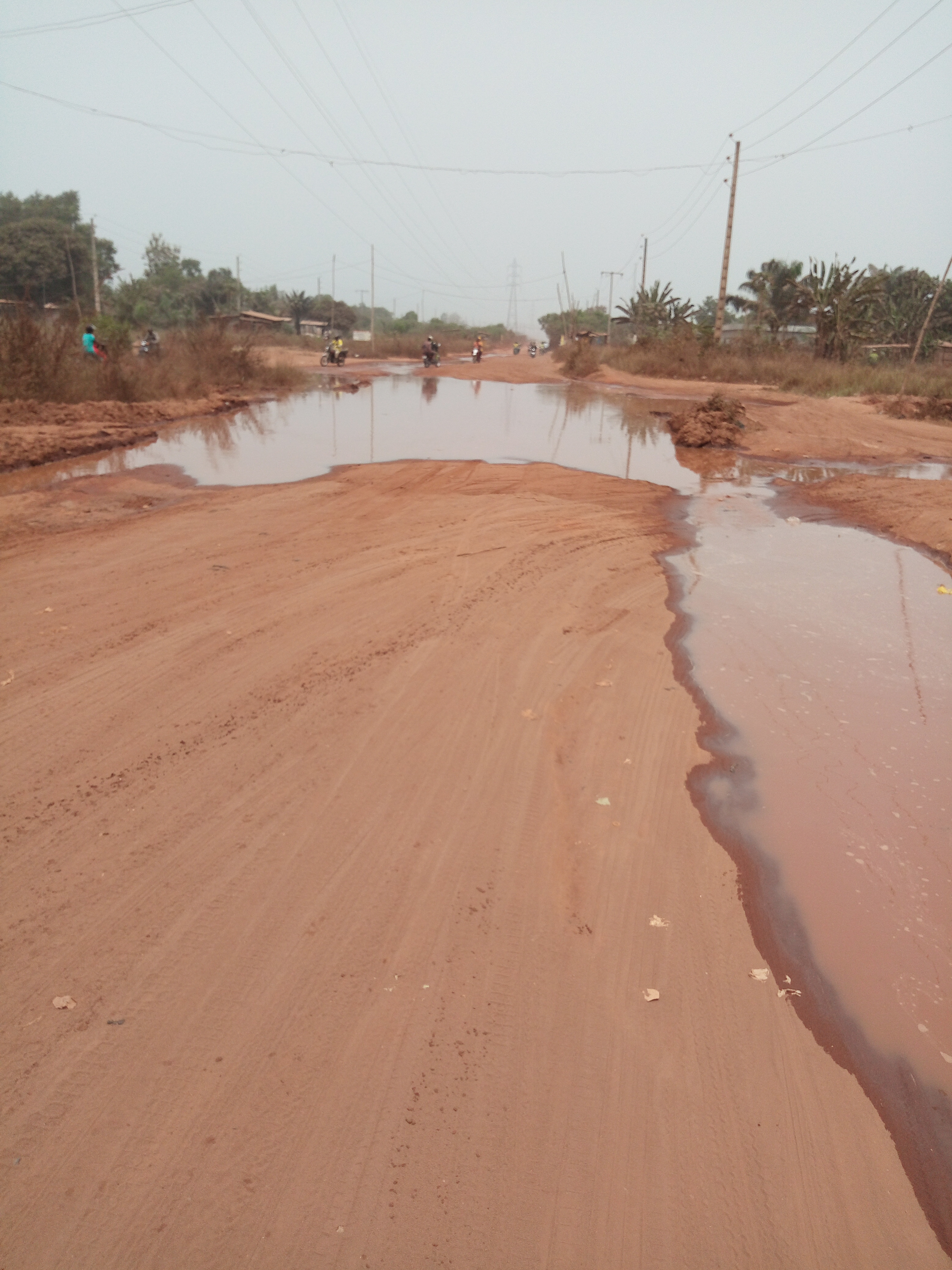
Route inondée entre Tokan et Houéto, en février 2020.

Abomey-Calavi est situé sur un plateau de terre avec des côtes sablonneuse. La ville est délimitée au nord par la commune de Zè, au sud par une lagune et par extension l'océan Atlantique, à l'ouest par la commune de Tori-Bossito, à l'est par le lac Nokoué et la commune de Sô-Ava.

## Histoire
La ville d'Abomey-Calavi a été fondée au XVIIe siècle. Elle est alors une extension d'Abomey et du Royaume de Dahomey. Elle a été établie près de Cotonou, afin de faciliter les échanges commerciaux. La ville a officiellement un dirigeant depuis 1906, nommé Blaud, alors commis des affaires indigènes.

## Démographie
Selon le recensement général de 2013, la population de la commune serait de 656 358 habitants. La ville connait une forte croissante démographique en raison de l'exode de cotonois qui y préfèrent sa tranquillité et de l'accès plus économique au foncier. Elle est ainsi passée de 126 507 habitants en 1992 à 307 745 en 2002.

## Administration

### Arrondissements
La commune d'Abomey-calavi, comme toutes les autres communes du Bénin est essentiellement divisée en arrondissements . Elle dispose de neuf arrondissements:
- Abomey-Calavi
- Akassato
- Godomey
- Golo-Djigbé
- Hêvié
- Kpanroun
- Ouèdo
- Togba
- Zinvié

### Villages et quartiers de ville
Les arrondissements d'Abomey-Calavi sont eux-mêmes composés de cent quarante-neuf villages et quartiers de ville.

### Liste des maires

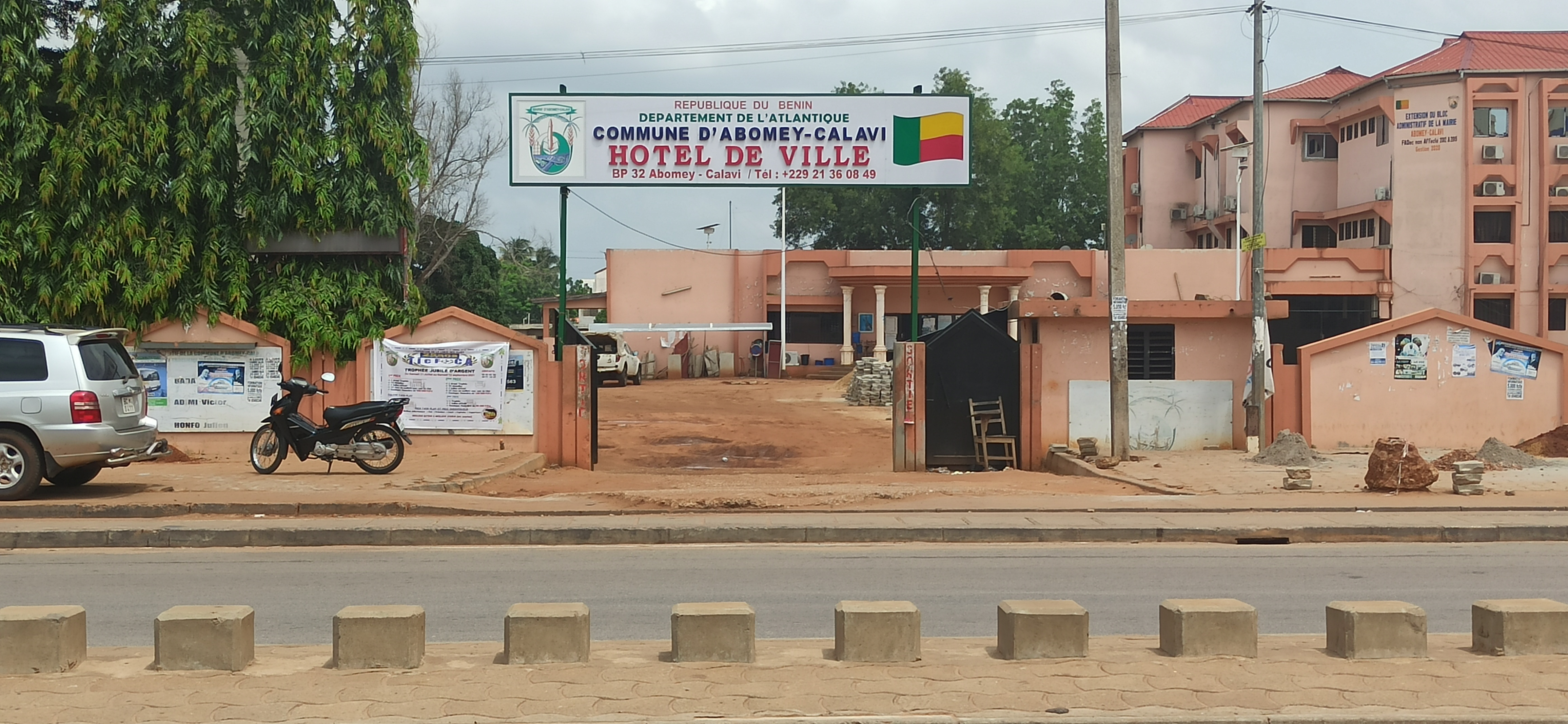
Mairie d'Abomey-calavi

| Période          | Période          | Identité                     | Étiquette | Qualité                                                                                           |
| ---------------- | ---------------- | ---------------------------- | --------- | ------------------------------------------------------------------------------------------------- |
| 19 février 2003  | 9 septembre 2008 | Liamidi Houénou de-Dravo     |           |                                                                                                   |
| 9 septembre 2008 | 19 août 2015     | Patrice Hounsou-Guèdè        | AND       | Colonel                                                                                           |
| 19 août 2015     | Juin 2020        | Georges Bada                 | RB        | Député, conseiller communal 2e questeur de l’Assemblée nationale Membre du parlement de la CEDEAO |
| Juin 2020        | ....             | Angelo Évariste Ahouandjinou | UP        |                                                                                                   |

## Société

### Santé
Concernant la psychiatrie, l'Association Saint Camille de Lellis est présente à Abomey-Calavi et y a deux centres spécialisés en psychiatrie communautaire, ainsi qu'un plateau-technique généraliste.

## Économie
Les habitants de la commune d'Abomey-Calavi mènent plusieurs activités dans différents secteurs tels que l'agriculture, l'élevage, la pêche, le commerce, l'artisanat, le transport, l'exploitation de bois de feu, la transformation de produits.

## Transports
Le principal moyen de transport utilisé par la population d'Abomey-calavi est le mini-bus dénommé tokpa-tokpa. Ce moyen est moins coûteux selon les habitants de la commune. Outre les bus et mini-bus, plusieurs autres moyens sont utilisés notamment les zémidjan (taxis-motos) et les taxi-autos.
C'est à Abomey-Calavi que se trouve l'embarcadère pour la cité lacustre de Ganvié.

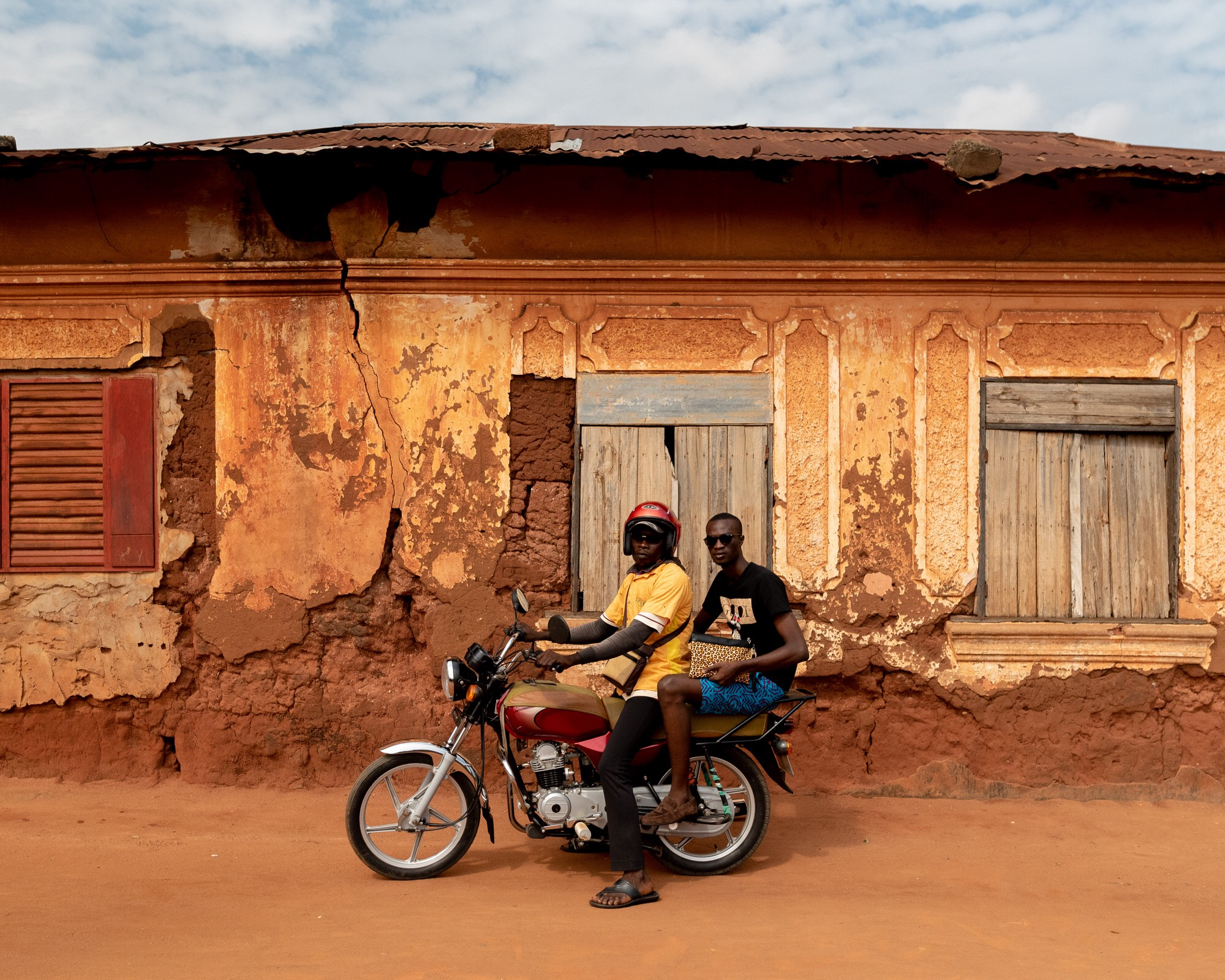
Zémidjan et son passager à Abomey-Calavi.
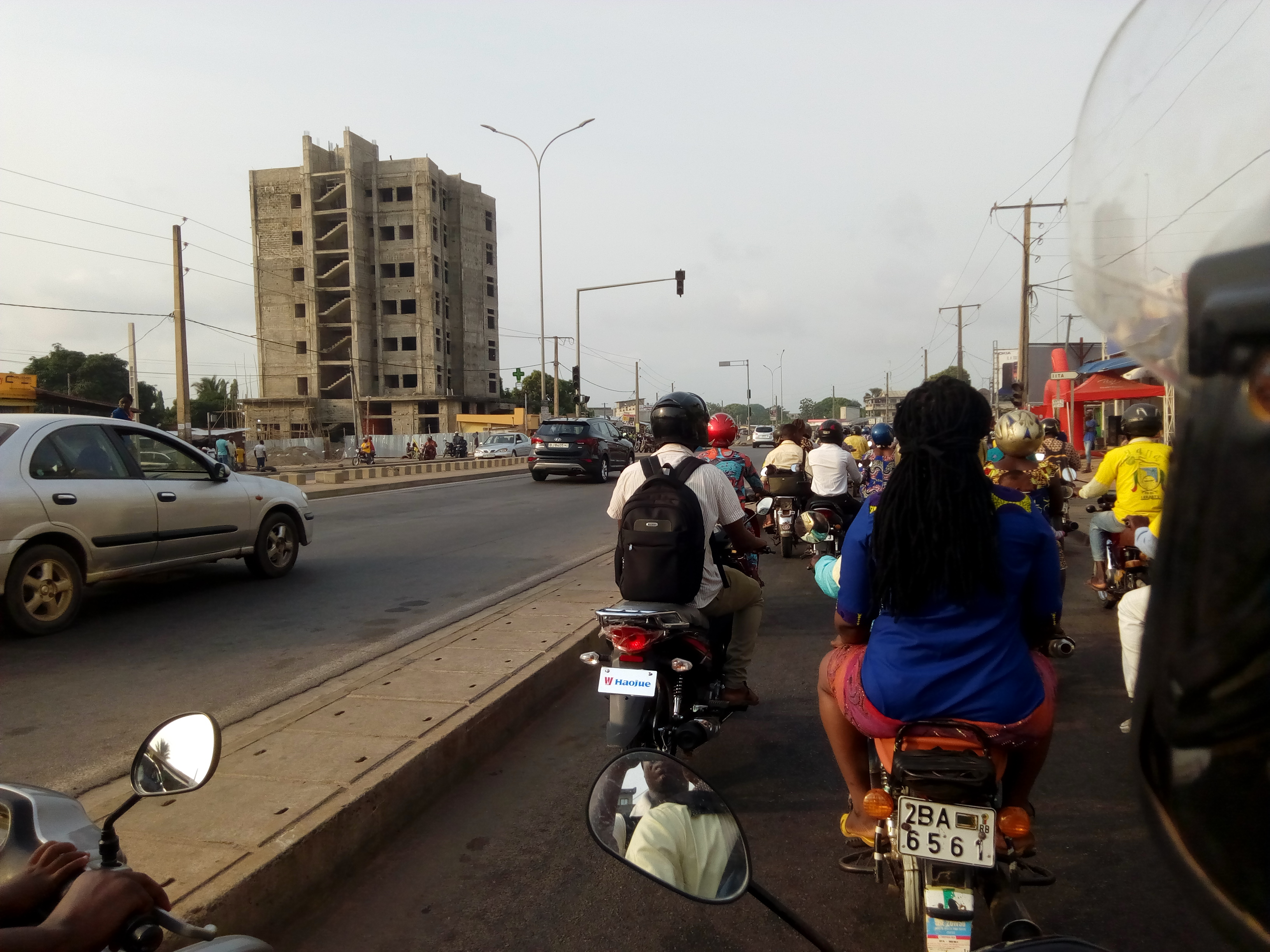
Circulation au carrefour IITA.
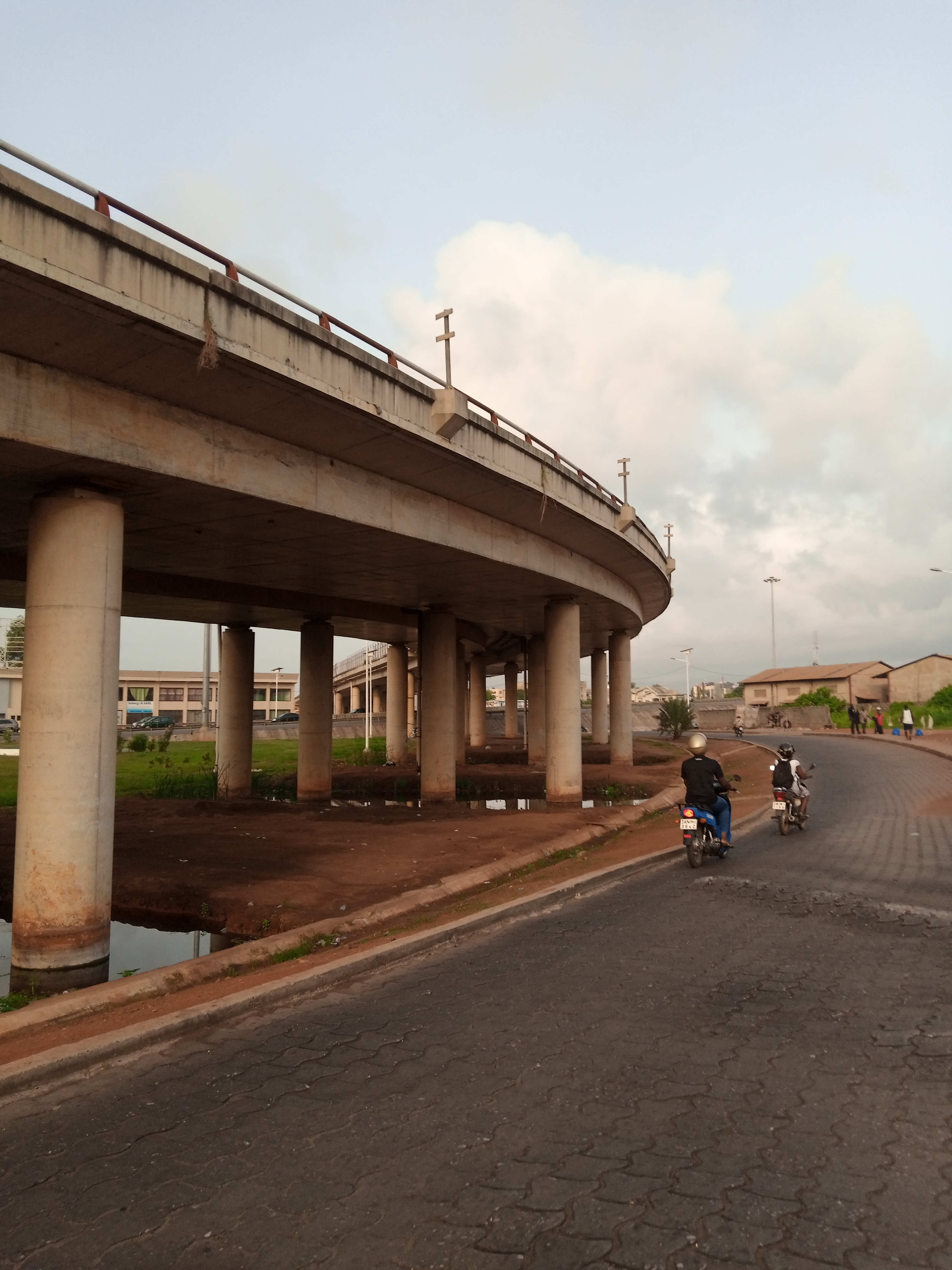
Échangeur de Godomey.
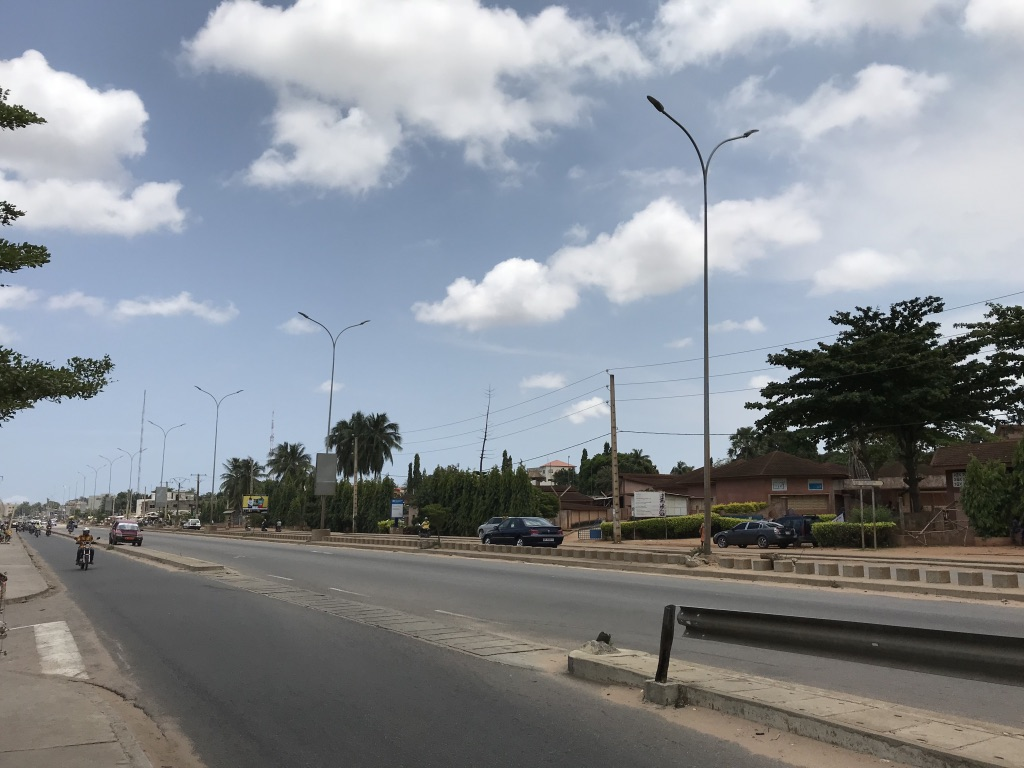
Route principale traversant Abomey-Calavi.
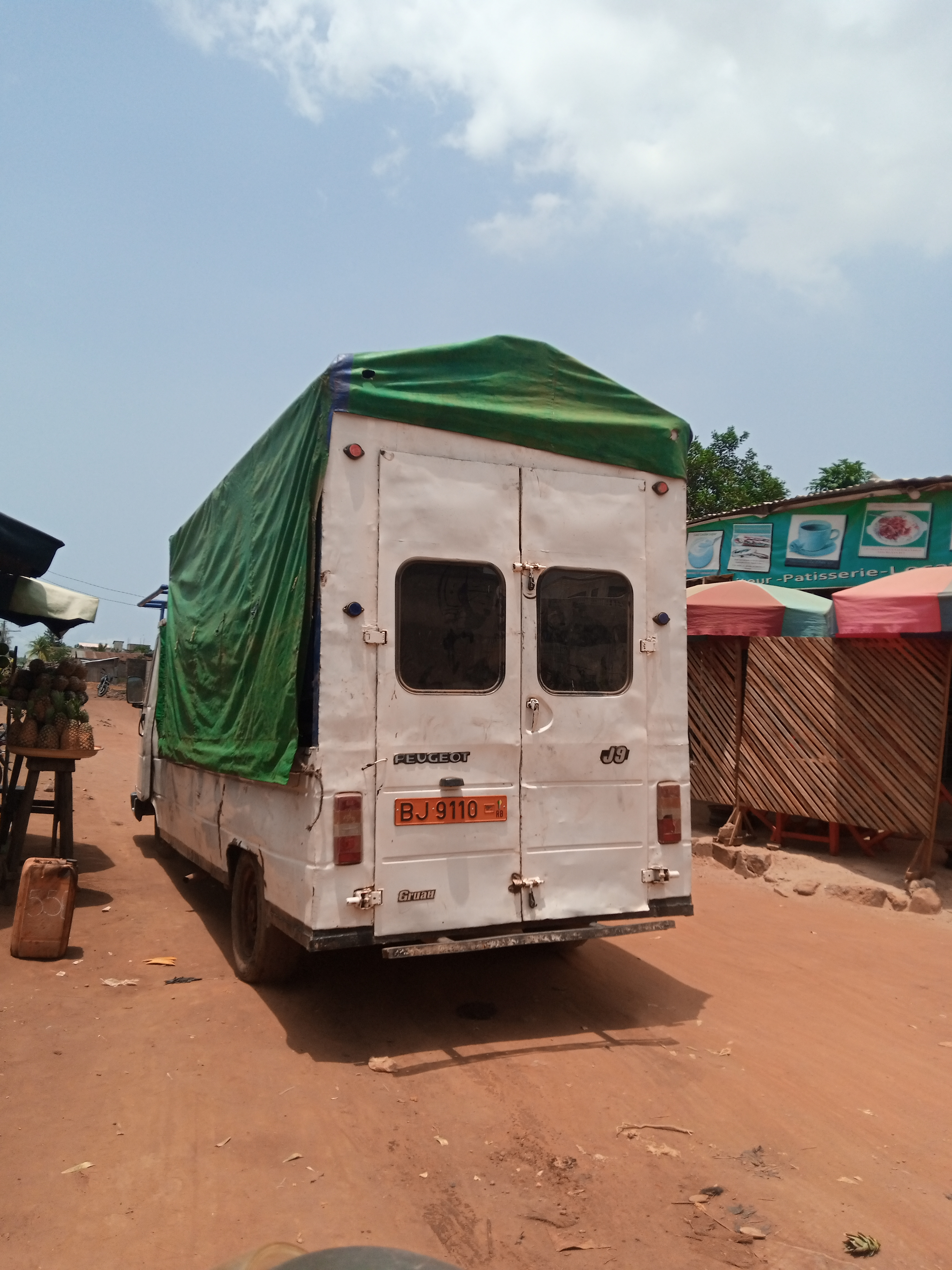
Véhicule de transport en commun à Abomey-Calavi.
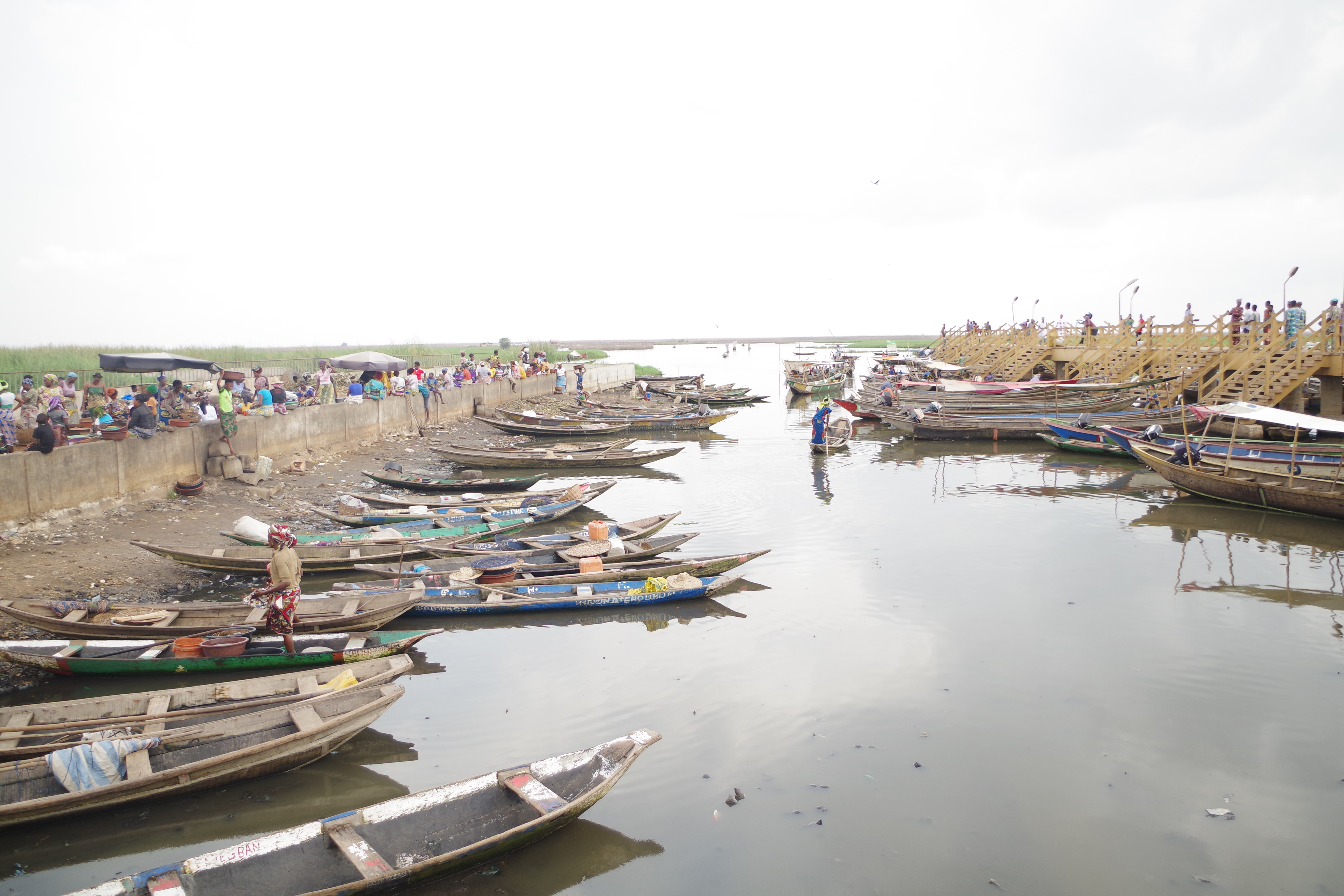
Embarcadère de Ganvié Abomey-Calavi

## Éducation

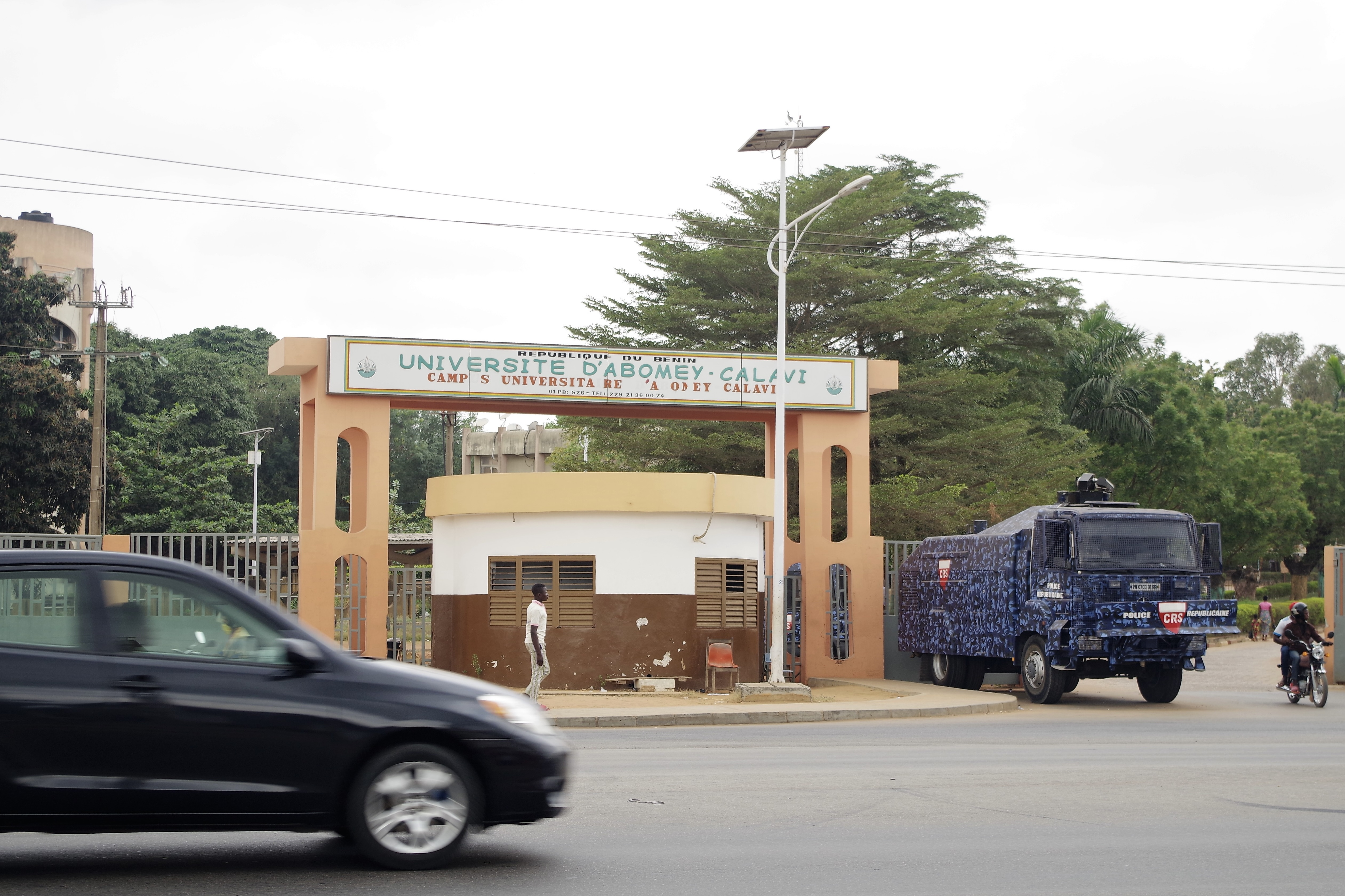
Université d'Abomey-Calavi.

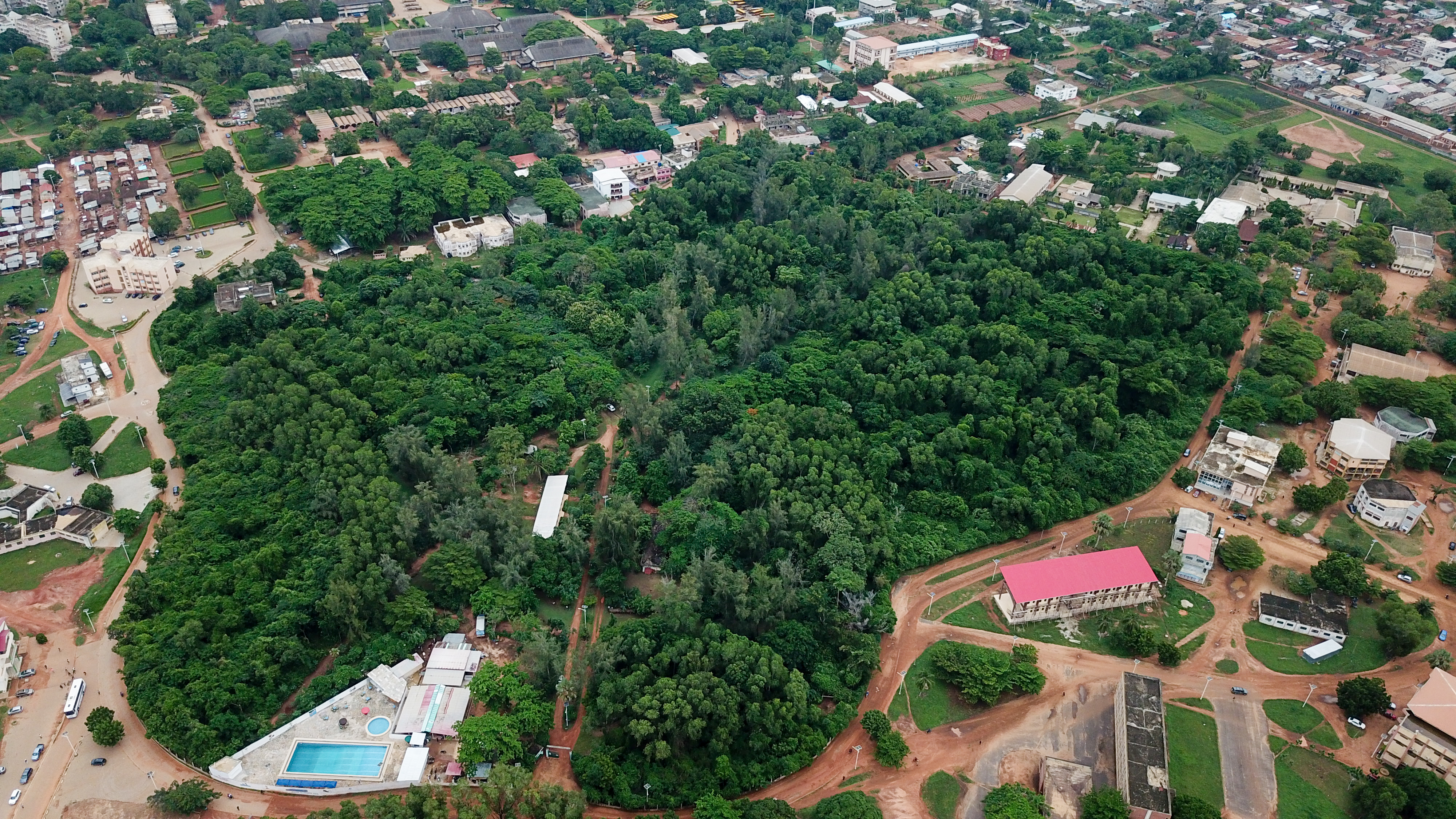
Vue du jardin botanique et zoologique de l’Université d'Abomey-Calavi.

La ville possède de nombreuses écoles primaires, secondaires, ainsi que deux centres de formation professionnelle publics (dont le lycée technique d'amitié sino-béninoise d'Akassato) et trois privés. La ville compte une université publique, l'Université d'Abomey-Calavi dans le quartier de Zogbadjè, fondée en 1970 ,, et un établissement public de formation scientifique et technique supérieure, l'École polytechnique d'Abomey-Calavi, fondée en 2002.

## Lieux de culte
Parmi les lieux de culte, il y a principalement des églises et des temples chrétiens : Archidiocèse de Cotonou (Église catholique), Église Protestante Méthodiste du Bénin (Conseil méthodiste mondial), Église du christianisme céleste, Union des Églises Baptistes du Bénin (Alliance baptiste mondiale), Living Faith Church Worldwide, Redeemed Christian Church of God, Assemblées de Dieu .  Il y a aussi des mosquées musulmanes.

## Culture

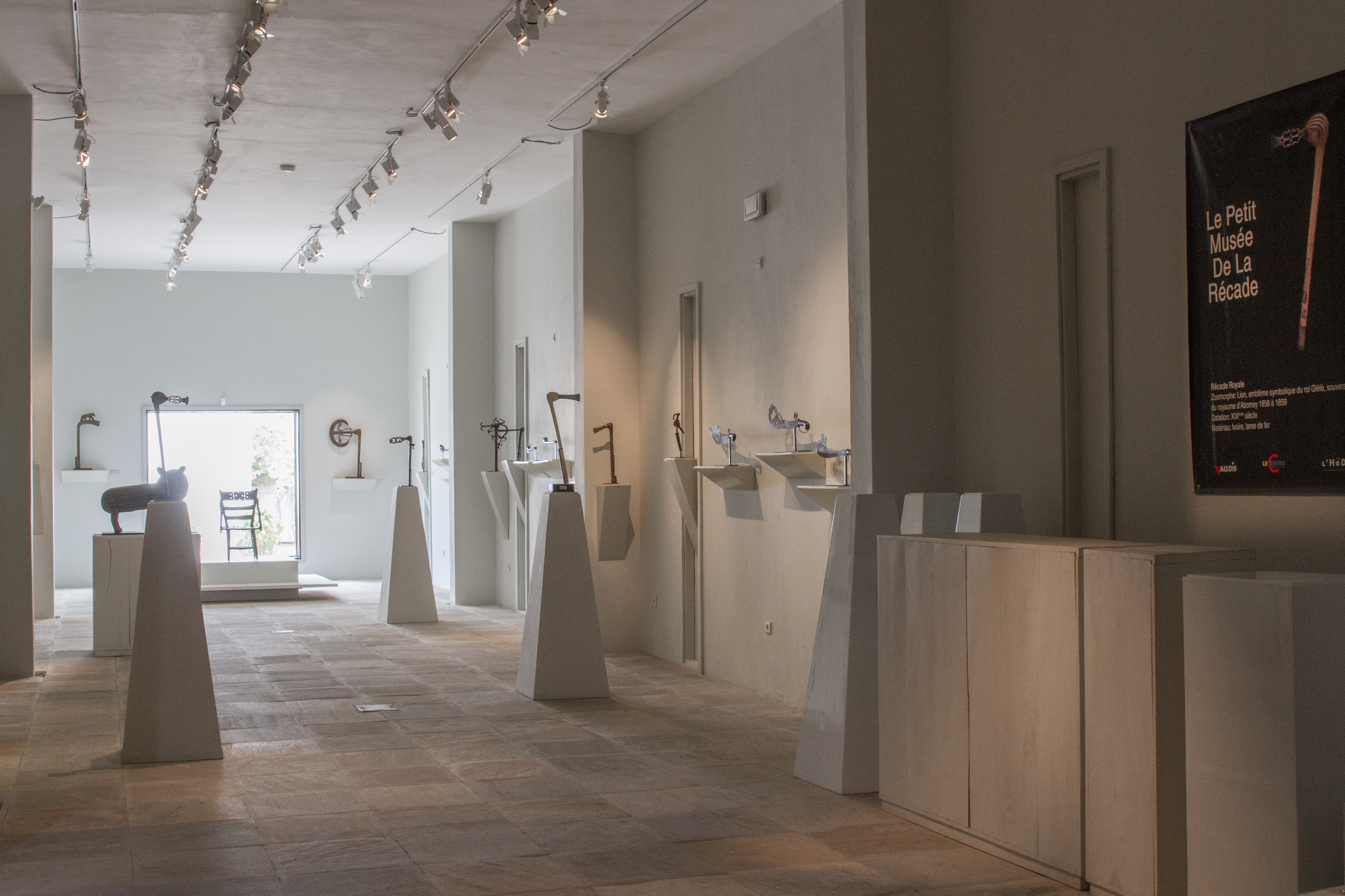
Exposition au Petit musée de la Récade.

Le Centre est un espace artistique pluridisciplinaire, installé dans le quartier de Lobozounkpa. Doté d'un Petit musée de la Récade, de salles d'exposition, d'un Jardin à Sculptures, d'une bibliothèque, de résidences, d'ateliers de créations, d'un espace scénique et d'un café, ce lieu est un espace de création et d'échanges, dont l'objectif est de contribuer au rayonnement de la scène artistique contemporaine béninoise,.
Chaque année en mars, l'Ensemble artistique et culturel des étudiants (Eace) d’Abomey-Calavi organise le festival de danse « Afri’k Dance ».